# Мирамар (Флорида)
Мирамар (на английски: Miramar) е град в щата Флорида, САЩ. Градът е кръстен на град в Куба. Населението на Мирамар е 101 486 жители (2004), а общата му площ е 80,30 км² (31 мили²). Кмет на града към 31 октомври 2006 г. е Лори Коен Моузли.